# Liceu Janson-de-Sailly
El Liceu Janson-de-Sailly (Lycée Janson-de-Sailly) és el col·legi més gran de París i un dels més prestigiosos d'Europa, amb 3.290 estudiants i 624 professionals al curs 2014-2015. També és un dels col·legis que acull més estudiants de secundària de França amb 1.245 estudiants dividits en 30 classes.
L'edifici està situat al XVI Districte de París.

## Ex-alumnes famosos
- Claude Colomer, un professor i historiador nord-català
- Jean Gabin, un actor i cantant francès
- Christiane Klapisch-Zuber, una historiadora francesa
- Franc-Nohain, un llibretista i poeta francès
- Germain Nouveau, un poeta francés d'origen occità